# Jasminolja
Jasminolja, Aetheroleum jasmini, (CAS-nr 84776-64-7, 90045-94-6) är en flyktig olja som framställs ur blommorna från den äkta jasminerna, Jasminum grandiflorum, Jasminum odaratissimum och Jasminum officinale, som allmänt har odlats i Sydeuropa.

## Framställning

### Naturell
Oljan utvinns ur blommorna som plockas före soluppgången, eftersom den under natten bildade olja annars förflyktigas. Oljan kan inte erhållas genom destillation utan fås genom att blommorna behandlas med behen- eller mandelolja, som har förmåga att lösa den flyktiga oljan. Ur den feta olja extraheras sedan jasminoljan med alkohol.
För att få 1 kg olja genom extraktion med flyktiga lösningsmedel behövdes ca 5 600 kg blommor, men genom den s.k. enfleurangemetoden har man kunnat minska den erforderliga blomvikten till ca 1 000 kg för samma kvalitet hos oljan. Trots detta har den naturella utvinningen så gott som helt upphört idag.

### Syntetisk
Den naturella metoden har krävt ett mycket högt pris för naturlig jasminolja (ca 10 000 USD per kg) vilket lett till utveckling av syntetiska metoder för produktion av den eftertraktade oljan.
Genom ett antal olika metoder för syntetisering av indol, som ingår med ca 2,5 % i jasminoljan, har det skapats möjligheter att framställa ett substitut till ett pris, som är en bråkdel, men med bibehållande av ungefär samma doft som hos den äkta jasminoljan.

## Egenskaper
Oljans färg varierar mellan ljusgul och rödaktig och den har en intensiv doft.

## Användning
Jasminoljan kommer till användning inom parfymindustrin, men även för hudvård, som rumsdoft m m.